# Interaction air-mer
Cet article court présente un sujet plus développé dans : Couche limite marine et océanographie physique.
L’interaction air-mer ou interaction atmosphère-océan est un terme qui désigne les échanges de chaleur, d'humidité, de quantité de mouvement et d'énergie entre la couche superficielle de la mer et la couche d'air en contact avec elle et vice versa. Ces échanges se produisent jusqu'à la méso-échelle (50 à 300 km), parfois même à plus petite échelle, même en présence d'un forçage atmosphérique de grande échelle. Les structures à toutes ces échelles modulent donc par rétroaction ce qui se passe dans les deux fluides. 